# شیگایفکا
شیگایفکا (به لاتین: Shigayevka) یک منطقهٔ مسکونی در روسیه است که در باشقیرستان واقع شده‌است.